# Superstore

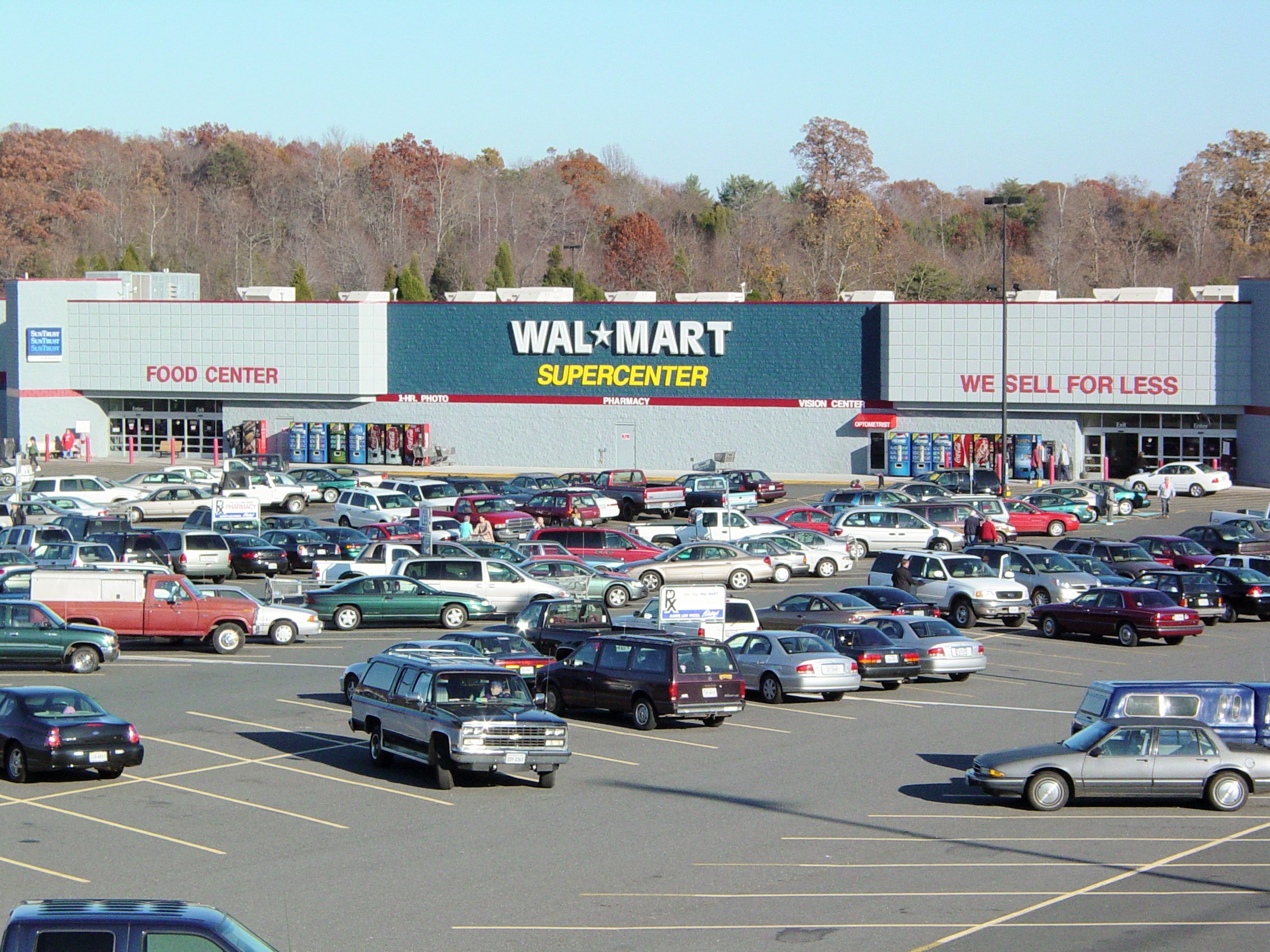
Esterno di un Walmart supercenter, tipico esempio di superstore.

Il superstore è un punto vendita della grande distribuzione organizzata con una dimensione intermedia tra il supermercato e l'ipermercato. Dispone di superfici con ampiezza variabile tra 1500 e 3 500 m² ed è generalmente ubicato in aree urbane periferiche ed extraurbane.

## Descrizione
Per metratura il format superstore si sovrappone parzialmente al format mini-iper, che va da 2500 a 4000 m². A parità di metratura ciò che differenzia quindi un superstore da un mini-iper  non è la superficie ma il differente peso del settore non food: nel mini-iper il non food presenta una maggiore ampiezza e profondità di assortimento, con reparti stabili dedicati alle varie categorie merceologiche, laddove nei superstore il non food si sviluppa principalmente attraverso un'offerta selezionata di articoli ad alta rotazione integrata da offerte periodiche e stagionali dedicate a specifiche categorie di merci.
La formula distributiva si è sviluppata intorno agli anni settanta in Gran Bretagna, per offrire ai consumatori un assortimento con ampio numero di referenze (circa 23000 in media), nell'ambito della merceologia alimentare e non alimentare.
La modalità di gestione del superstore rientra nei SIM (Sistemi Integrati di Marketing), ed è caratterizzata dall'assenza completa di autonomia sia di governo che di gestione.
La formula si caratterizza per la presenza di prodotti freschi e freschissimi, prodotti surgelati di gastronomia e salutistici, ma anche primizie e prodotti esotici. Completano l'assortimento prodotti per l'igiene della persona e della casa, casalinghi e simili. Una quota consistente del fatturato è detenuta dalla marca commerciale che, nelle forme più evolute della formula stessa, raggiunge e talvolta supera una quota pari al 30% del giro d'affari.
Il superstore presenta alcune caratteristiche funzionali tipiche dell'ipermercato, quali un ampio parcheggio, una localizzazione periferica e l'ampiezza dell'assortimento. Quest'ultima insieme con l'orientamento alla qualità complessiva del servizio, comportano un ambiente del negozio molto gradevole, ed un layout e un display di buona qualità. Tale formula, inoltre, è in grado di garantire un'offerta con elevato livello di servizio in termini di numero di casse e di numero di addetti, oltre che, come già detto in precedenza, di parcheggio e di assortimento. Tali elementi sono costosi e contribuiscono a determinare margini lordi elevati.
Nonostante l'alto livello di prezzi, i consumatori apprezzano questa formula distributiva soprattutto per l'ampiezza e la profondità del suo assortimento, nonché per l'elevato livello di qualità dei servizi assicurato.
La formula distributiva in oggetto è qualificabile in uno stadio di sviluppo e la sua quota di mercato è destinata ad aumentare nei prossimi anni. Attualmente il suo tasso di crescita è il più elevato a livello globale e si aggira intorno al 62%.
In Italia la quota di mercato complessiva è pari al 6,8%. Nella realtà italiana, le prime imprese ad usare il nome superstore sono state Sma e Standa, ma la catena che ha sviluppato questo format, in maniera particolare, è stata Esselunga.